# Stéphane Renault
Stéphane Renault (* 1. März 1968 in Barfleur) ist ein französischer Badmintonspieler.

## Karriere
Bereits 1987 erkämpfte Stéphane Renault seinen ersten Meistertitel in Frankreich. Insgesamt gewann er vier nationale Titel. 1998 siegte er bei den Portugal International, 1990 bei den Israel International.
Er nahm im Herreneinzel am Badmintonwettbewerb an den Olympischen Spielen 1992 in Barcelona teil. Er verlor dabei gleich in der ersten Runde und wurde somit 33. in der Endabrechnung.

## Sportliche Erfolge
| Saison    | Veranstaltung                                   | Disziplin    | Platz | Name                              |
| --------- | ----------------------------------------------- | ------------ | ----- | --------------------------------- |
| 1983/1984 | Französische Nachwuchsmeisterschaft (Cadets)    | Herreneinzel | 1     | Stéphane Renault                  |
| 1984/1985 | Französische Juniorenmeisterschaft              | Herrendoppel | 1     | Franck Panel / Stéphane Renault   |
| 1984/1985 | Französische Juniorenmeisterschaft              | Herreneinzel | 1     | Stéphane Renault                  |
| 1985/1986 | Französische Juniorenmeisterschaft              | Herrendoppel | 1     | Franck Panel / Stéphane Renault   |
| 1986/1987 | Französische Meisterschaft                      | Herreneinzel | 1     | Stéphane Renault                  |
| 1988      | Portugal International                          | Herreneinzel | 1     | Stéphane Renault                  |
| 1989/1990 | Französische Meisterschaft                      | Herrendoppel | 1     | Franck Panel / Stéphane Renault   |
| 1990      | Israel International                            | Herreneinzel | 1     | Stéphane Renault                  |
| 1990      | Israel International                            | Mixed        | 1     | Stéphane Renault / Elodie Mansuy  |
| 1990/1991 | Französische Meisterschaft                      | Herrendoppel | 1     | Franck Panel / Stéphane Renault   |
| 1992      | Olympia                                         | Herreneinzel | 33    | Stéphane Renault                  |
| 1995/1996 | Französische Meisterschaft                      | Mixed        | 1     | Stéphane Renault / Christelle Mol |
| 2005/2006 | Französische Seniorenmeisterschaft (Vétérans I) | Herrendoppel | 1     | Stéphane Renault / Nicolas Sené   |
| 2006/2007 | Französische Seniorenmeisterschaft (Vétérans I) | Herrendoppel | 1     | David Cocagne / Stéphane Renault  |